# Sejm Dzieci i Młodzieży
Sejm Dzieci i Młodzieży (Sejm DiM, SDiM) – akcja propagująca od 1994 r. parlamentaryzm wśród młodzieży, aktualnie szkół podstawowych i szkół ponadpodstawowych. Kadencja posłów trwa jeden rok, a jedyna sesja w roku odbywa się 1 czerwca w Dzień Dziecka.
Sejm DiM składa się, tak jak Sejm RP, z 460 posłów. Każde z 16 województw otrzymuje liczbę mandatów proporcjonalną do liczby uczniów w szkołach podstawowych i szkołach średnich w danym województwie.
Obrady Sejmu DiM odbywają się w Sali Posiedzeń Sejmu, poprzedzają je obrady komisji sejmowej, opracowującej projekt uchwały, konsultacje projektu oraz organizowane przez organizacje pozarządowe warsztaty tematyczne dla posłanek i posłów. Posłowie wybierają spośród siebie sprawozdawcę komisji, który jest reprezentantem komisji na posiedzeniach Sejmu. Zobowiązany jest on do odczytania treści Uchwały przygotowanej wcześniej przez członków Komisji Sejmowej, wyjaśnienia niejasności i wątpliwości oraz do odpowiadania na zapytania poselskie. Ma on możliwość ustosunkowywania się do wypowiedzi posłów i zgłoszonych przez nich poprawek. Każdy poseł ma prawo zgłosić poprawkę, popartą podpisami 40 innych posłów. Wystąpienie poselskie nie może trwać dłużej niż 2 minuty, zaś posła sprawozdawcy 6 minut. W prowadzeniu obrad Sejmu Dzieci i Młodzieży pomagają marszałkowie Sejmu Rzeczypospolitej Polskiej. Posłowie mają również możliwość spotkania się z parlamentarzystami i ich klubami.
Sejm Dzieci i Młodzieży w Polsce to pierwsze tego typu przedsięwzięcie i inicjatywa w Europie. Obecnie tego rodzaju dziecięco-młodzieżowe parlamenty zostały zainicjowane także we Francji, Portugalii, Wielkiej Brytanii, Finlandii i Czechach (stan na 2012 r.).

## Parlament Dzieci i Młodzieży

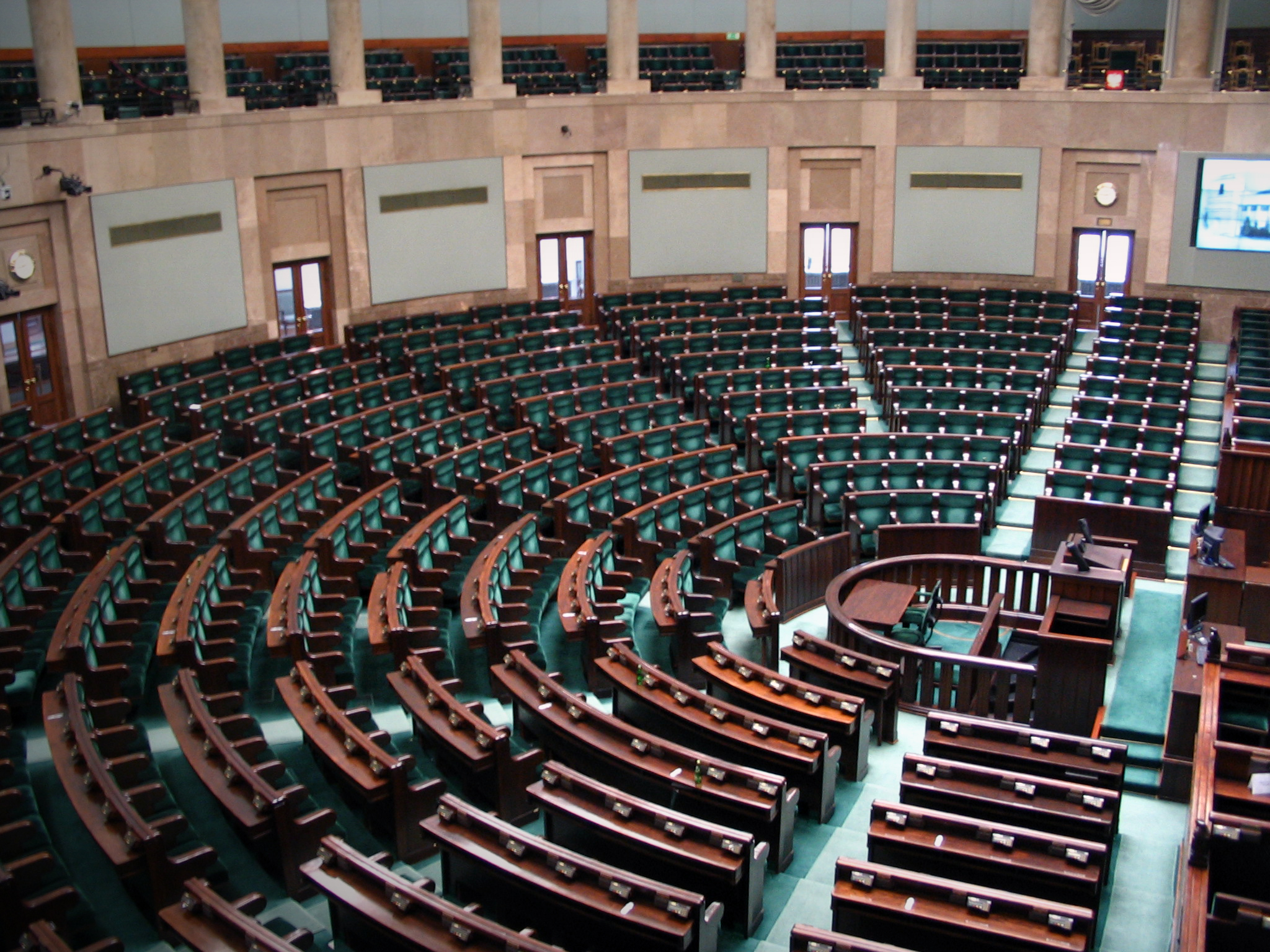
Sala posiedzeń Sejmu RP, w której odbywają się sesje SDiM

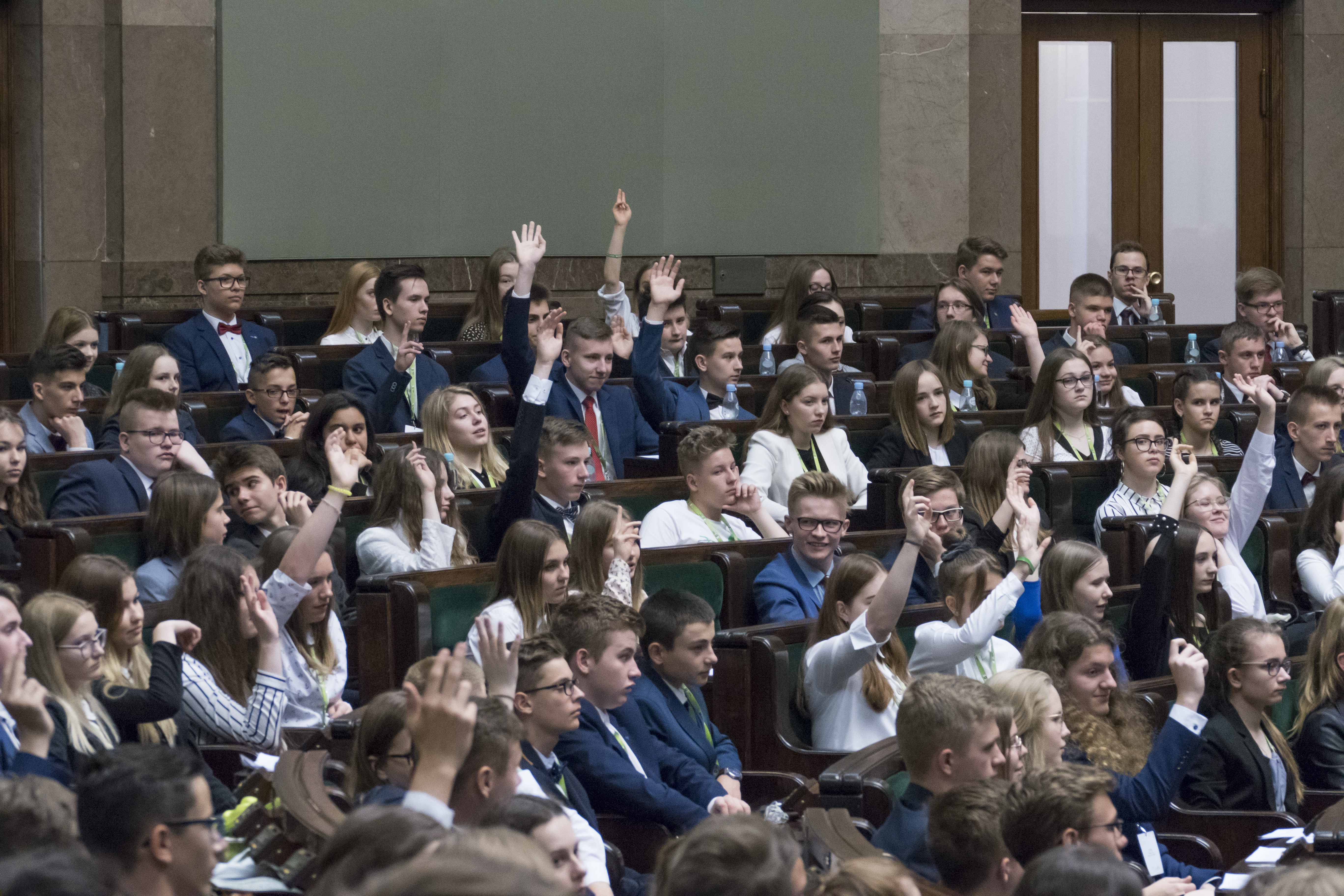
Zdjęcie z XXV sesji SDiM.

Parlament Dzieci i Młodzieży to inicjatywa b. marszałka XVII Sesji Sejmu Dzieci i Młodzieży, Błażeja Papiernika, Prezydium XXIV kadencji SDiM (marszałków: Karola Zająca, Konrada Wojtowicza, Mieszka Czaplińskiego), Przewodniczącej Komisji, Aleksandry Ciżyńskiej, oraz posłów i marszałków XXIV i XXIII sesji SDiM (Małgorzaty Kuśmierczyk, Mikołaja Wolanina, Mateusza Wróblewskiego, Bartłomieja Rosiaka, Kacpra Mazurka, Zuzanny Krzemińskiej, Aleksandry Klickiej oraz Konrada Nawrotka), która była odpowiedzią na odwołanie zaplanowanej na 1 czerwca 2018 roku. XXIV sesji Sejmu Dzieci i Młodzieży oraz przeniesienie terminu obrad na wrzesień przez Marszałka Sejmu Rzeczypospolitej Polskiej, Marka Kuchcińskiego. Odwołanie SDiM uzasadniano kwestiami organizacyjnymi oraz bezpieczeństwem wszystkich osób przebywających w budynkach sejmowych, co było bezpośrednim nawiązaniem do protestu osób niepełnosprawnych w Sejmie RP. Inicjatywa powstała oddolnie 17 maja – na dwa tygodnie przed 1 czerwca. Tematem posiedzenia PDiM było „Demokracja oraz wrażliwość społeczna”.
Parlament Dzieci i Młodzieży zorganizowany został w Audytorium Maximum Uniwersytetu Warszawskiego, którego rektor Marcin Pałys wyraził zgodę na organizację wydarzenia w murach uczelni. Wydarzenie zostało objęte patronatem przez Rzecznika Praw Dziecka, Prezydent Miasta st. Warszawy, Młodzieżową Radę Miasta Warszawy, Młodzieżową Radę Miasta Lublina, Młodzieżową Radę Miasta Tarnobrzega, Młodzieżową Radę Miasta Gdańska, Młodzieżową Radę Miasta Białogard, Młodzieżowy Sejmik Województwa Podlaskiego, oraz koło naukowe In Altum UW. Partnerami zostali Uniwersytet Warszawski, Fundacja Forum Obywatelskiego Rozwoju, Fundacja Młodzieży Activis oraz Stowarzyszenie Projekt: Polska.
Parlament Dzieci i Młodzieży otrzymał na organizację grant z Funduszu Obywatelskiego oraz darowizny od darczyńców. Ogłoszona również została kampania crowdfundingowa, z których zysk został przeznaczony na organizację PDiM.
Od 2019 roku Parlament Dzieci i Młodzieży działa jako Parlament Młodych Rzeczypospolitej. Od 2021 roku posiedzenia Parlamentu Młodych RP regularnie odbywają się w Senacie RP.

## Zasady rekrutacji
Do 2009 roku przyznanie mandatu odbywało się na podstawie konkursu literackiego. Kandydaci pisali pracę na jeden z tematów, wyznaczonych przez Zespół Organizacyjny. Prace spływały do Kuratoriów Oświaty przy urzędzie wojewódzkim. Wojewódzka Komisja (wyznaczona przez Kuratora Oświaty) oceniała prace i najlepszym autorom przyznawała mandaty poselskie.
Następnie prace posłów oceniał Zespół Organizacyjny. Z każdego tematu wybierał około 20 najlepszych prac – ich autorzy dodatkowo na kilkanaście dni przed obradami Sejmu DiM zasiadali w Komisji Sejmowej. Każda Komisja wybierała spośród siebie trzech równych sobie marszałków Sejmu DiM oraz opracowywała projekt uchwał sejmowych.
Od roku 2010 kandydaci i kandydatki pracują w zespołach dwuosobowych. Aby móc otrzymać mandaty poselskie, zespół musi wykonać związane z tematyką sesji działanie społeczne (w 2010 roku – szkolna debata o samorządności uczniowskiej, 2011 rok – promowanie działań wolontariackich w społeczności lokalnej), a relację z wykonanych działań zamieścić na ogólnodostępnym serwisie https://sdim.sejm.gov.pl Mandaty poselskie otrzymują te zespoły, których relacje z działań lokalnych zostały najwyżej ocenione (zgodnie z liczbą mandatów przypadających na województwo).
Inicjatorem i organizatorem nowej formuły rekrutacji do Sejmu DiM jest Fundacja Centrum Edukacji Obywatelskiej.
W 2010 r. powołano jedną komisję składającą się z 80 posłów. Komisja została podzielona na podkomisje, a spośród siebie wybrała tylko dwóch, a nie jak wcześniej trzech marszałków. Komisja spotkała się dzień przed obradami plenarnymi, czyli 31 maja.
Od 2011 r. do komisji kwalifikowane są 64 osoby (po 4 z każdego województwa). 2 tygodnie przed sesją Sejmu Dzieci i Młodzieży komisja opracowuje projekt uchwały, która będzie przez posłów poddana debacie podczas obrad 1 czerwca.

## Delegacja XVI Sesji SDiM i projekt Stałej Komisji
W wyniku inicjatywy podjętej przez posłów XVI Sesji Sejmu Dzieci i Młodzieży, obradującej nt. związany z samorządem uczniowskim, powołana została do jej reprezentowania pięcioosobowa Delegacja SDiM złożona z Marszałków XVI Sesji oraz jej najaktywniejszych posłów. Po przygotowaniu projektu regulaminu Stałej Komisji ds. Młodzieży przy Sejmie RP przez posłów Krystiana Ulbina i Bartłomieja N. Kota, dokonano prezentacji celów uznanych przez młodzież za najważniejsze na posiedzeniu sejmowej podkomisji ds. młodzieży. W celu dalszego propagowania powołania Stałej Komisji powołane zostało w porozumieniu z Marszałkami i posłami kolejnej – XVII Sesji SDiM – stowarzyszenie Byłych Posłów Sejmu Dzieci i Młodzieży

## Zmiany i odwołania sesji SDiM
- W 2018 roku, w związku z trwającym w Sejmie protestem niepełnosprawnych, Sejm Dzieci i Młodzieży został przeniesiony na wrzesień. Oddolna inicjatywa młodzieży protestującej przeciwko przeniesieniu SDiM doprowadziła do organizacji Parlamentu Dzieci i Młodzieży, który odbył się 1 czerwca na Uniwersytecie Warszawskim. Głównym koordynatorem PDiM został Błażej Papiernik, były marszałek Sejmu Dzieci i Młodzieży. W organizacji pomagał mu Zarząd Krajowy i Prezydium. Swoim patronatem Parlament Dzieci i Młodzieży objął m.in. Marek Michalak, rzecznik praw dziecka.
- W 2020 roku, w związku z rozprzestrzenianiem się COVID-19 w Polsce oraz zaleceniami Ministerstwa Zdrowia dot. unikania spotkań publicznych Sejm Dzieci i Młodzieży został odwołany. Decyzja została uzasadniona faktem, iż miejsca takie jak: urzędy miejskie, biblioteki czy archiwa zostały zamknięte co uniemożliwiło wykonania zadania rekrutacyjnego.

## Sesje Sejmu Dzieci i Młodzieży
| Sesja                                        | Dzień obrad      | Temat przewodni | Tematy prac / projektów | Marszałkowie                                                                 |
| -------------------------------------------- | ---------------- | --- | --- | ---------------------------------------------------------------------------- |
| I                                            | 1 czerwca 1994   | Wojna – zagrożeniem szczęśliwego dzieciństwa | |                                                                              |
| II                                           | 1 czerwca 1995   | Prawa dziecka zawarte w ratyfikowanej przez Polskę Konwencji o Prawach Dziecka                                                                                                 | |                                                                              |
| III                                          | 1 czerwca 1996   | Jaka powinna być moja szkoła? | 1. Czego się boję i co mnie cieszy? 2. Jaka powinna być moja szkoła? 3. Jakie zmiany należy wprowadzić w polskich szkołach? 4. Co zagraża młodzieży i jak temu przeciwdziałać? | Anna Miedzianowska, Zygmunt Gliński, Małgorzata Pachut, Małgorzata Krakowska |
| IV                                           | 1 czerwca 1997   | Samorządność dzieci i młodzieży w szkole i w miejscu zamieszkania | 1. Czy my, dzieci i młodzież, powinniśmy też "rządzić"? 2. Opisz znany Tobie samorząd i swój w nim udział. 3. Twój największy problem – jak go rozwiązać? | Roman Ślusarczyk, Małgorzata Morawska, Dorota Szyłas                         |
| V                                            | 1 czerwca 1998   | Wspólna Europa i nasze, Polski, dążenie do członkostwa w niej | 1. Polska – moją Ojczyzną, wspólnym domem – Europa. 2. Moje miejsce w zjednoczonej Europie. 3. Europa moich marzeń. | Renata Mieńkowska, Radosław Brzózka, Marcin Gieracz                          |
| w 1999 Sejm Dzieci i Młodzieży nie odbył się |                  | | |                                                                              |
| VI                                           | 1 czerwca 2000   | Reforma edukacji | 1a. Zbliża się rok 2000. Jak wyobrażam sobie szkołę XXI w.? 1b. Wiedza, samodzielność, aktywność, odpowiedzialność – te cechy będą Tobie potrzebne w dorosłym życiu. Jak Twoja szkoła pomaga Ci w ich zdobywaniu? 1c. Twoje oczekiwania związane z wprowadzoną w Polsce reformą oświaty. 2. Polskę obowiązuje uchwalona przed 10 laty Konwencja o Prawach Dziecka – czy Twoim zdaniem prawa w niej zawarte są w naszym kraju przestrzegane? 3. Jak Twoim zdaniem powinna w przyszłości wyglądać ordynacja wyborcza do Sejmu Dzieci i Młodzieży? | Piotr Makała, Piotr Pawłowski, Sabina Krupińska                              |
| VII                                          | 1 czerwca 2001   | Szkoła – przyjaznym i bezpiecznym środowiskiem | 1. Przeciwdziałanie negatywnym zjawiskom w szkolnym środowisku (przemoc, alkoholizm, narkomania). 2. Sieć informatyczna zbliża ludzi, czy niesie zagrożenia? 3. Samorządność szkolna – założenia a rzeczywistość. | Marek Kabziński, Michał Król, Michał Brzeziński                              |
| VIII                                         | 1 czerwca 2002   | Europa – dialog kultur | 1a. Polska w Europie – wspólne tradycje – różna tożsamość. 1b. Polska w Europie – różnić się pięknie we wspólnym domu. 2. Moja droga do zjednoczonej Europy. 3. Europa z perspektywy polskiego gościńca. | Piotr Kaznowski, Marcin Michalski, Dorota Kowalska                           |
| IX                                           | 1 czerwca 2003   | Moja Ojczyzna – państwem demokratycznym | 1. Rzeczpospolita Polska państwem demokratycznym – moje oczekiwania a rzeczywistość. 2. Uczeń, rodzic i nauczyciel w demokratycznej szkole. 3. Kobieta i mężczyzna w Rzeczypospolitej Polskiej mają równe prawa w życiu rodzinnym, politycznym, społecznym i gospodarczym – czy ten konstytucyjny zapis realizowany jest w codziennym życiu? | Marta Larysz, Olga Czekajło, Karol Kukiełka                                  |
| X                                            | 1 czerwca 2004   | Dobro Rzeczypospolitej – najwyższym prawem | 1. Jestem cząstką społeczeństwa, więc mam prawo i obowiązek tworzenia właściwego wizerunku Polski. 2. Polacy w Unii Europejskiej. Jakie znaczenie będzie miał patriotyzm po integracji z Unią Europejską? 3. Co to znaczy być dobrym obywatelem? | Filip Byczkowski, Bartłomiej Florczak, Karol Kukiełka                        |
| XI                                           | 1 czerwca 2005   | Demokracja – warunki jej umacniania | 1. Poszanowanie prawa oraz aktywne uczestnictwo w życiu publicznym (wybory, referenda, konsultacje) podstawowymi obowiązkami obywatela demokratycznego państwa. 2. Tolerancja – gwarantem demokracji. 3. Postawy destrukcyjne: brutalizacja życia, nieuczciwość, terroryzm... – zagrożeniem dla demokracji. | Agata Szustak, Mariusz Dróżdż, Piotr Bętkowski                               |
| XII                                          | 1 czerwca 2006   | Ekologia – wybór przyszłości | 1. Ekologia w polityce i gospodarce. 2. Człowiek w zgodzie z naturą. 3. Moje działania na rzecz ochrony przyrody i środowiska. | Mateusz Markiewicz, Mateusz Komorowski, Łukasz Warchoł                       |
| XIII                                         | 1 czerwca 2007   | Moja ojczyzna wobec procesów globalizacyjnych | 1a. Pozytywne i negatywne skutki globalizacji we współczesnym świecie. 1b. Ja wobec procesów globalizacji 2. Ochrona wartości narodowych i kulturowych w dobie globalizacji 3. Rola edukacji w globalizującym się świecie | Bartłomiej Lesiak, Adam Nowak, Paweł Kupis                                   |
| XIV                                          | 1 czerwca 2008   | Poseł naszych marzeń – szkic do portretu | 1. Poseł w wybranym okresie historycznym i współcześnie. 2. Kryteria, które powinien spełniać kandydat na posła. 3. Twoje wystąpienie poselskie w sprawie dla Ciebie najważniejszej. | Orest Ochocki, Sebastian Ottenbreit, Daniel Milewski                         |
| XV                                           | 1 czerwca 2009   | Młodzi wobec wydarzeń roku 1989 | 1. Jak wydarzenia roku 1989 pamiętają nasze rodziny? Co wiem o pokoleniach młodzieży, która przez 70 lat działała na rzecz demokracji i niepodległości? Co my możemy zrobić dla pomyślności Polski, żeby żyło się lepiej i sprawiedliwiej nam i pokoleniom, które przyjdą po nas? 2. Co możemy jeszcze zrobić, żeby Polska była silna i bezpieczna? W jaki sposób demokracja wpływa na umocnienie pokoju na świecie? Jak ważne są dla pokoju prawa człowieka i wzajemny szacunek? Co ja mogę zrobić dla pokoju w świecie – czy mogę cokolwiek? 3. Co znaczą dziś słowa Jana Pawła II, że nie ma wolności bez solidarności, kiedy myślę o Polsce, a co znaczą kiedy myślę o świecie? Czym się chwalę, a czego się wstydzę, kiedy rozmawiam o Polsce z kolegami z innych krajów – jak mogę to zmienić? Czy są Polacy za granicą, którym powinniśmy pomagać; na czym ta pomoc ma polegać? | Sebastian Woźniak, Karolina Krakowiak, Maria Siłakowska                      |
| XVI                                          | 1 czerwca 2010   | Nasz samorząd uczniowski | Sprawozdanie z zorganizowanej debaty na jeden z tematów: 1. Jakie działania szkolne i lokalne są warte zrealizowania przez samorząd uczniowski – nasze pomysły i dobre praktyki? 2. Jak zorganizować pracę samorządu, żeby włączyć w jego działania jak największą liczbę uczniów? 3. Jak przygotować i zorganizować wybory do władz samorządu uczniowskiego, żeby były świętem demokracji w szkole? 4. Jakie wsparcie dyrekcji szkoły, nauczycieli i innych dorosłych jest potrzebne uczniom chcącym rozwijać samorządy w swoich szkołach? | Paula Langnerowicz, Jakub Marut                                              |
| XVII                                         | 1 czerwca 2011   | Wolontariat na rzecz aktywności obywatelskiej | Opublikowanie w Internecie relacji z wykonania zadania: – znalezienie 5 pomysłów na działania wolontariackie lub społeczne, wskazanie jak inne osoby ze szkoły lub miejscowości mogą się w te działania włączyć – publiczna prezentacja/promocja min. jednego z pomysłów, forma promocji jest dowolna, celem było rozszerzenie wiedzy o ciekawych formach wolontariatu i zachęcenie innych do włączenia się w działanie | Błażej Papiernik, Joanna Bigos, Adam Labuhn                                  |
| XVIII                                        | 1 czerwca 2012   | Samorządność i demokracja w szkole | Opublikowanie w Internecie relacji z wykonania zadania: zorganizowanie szkolnej debaty dotyczącej demokracji i samorządności | Marcin Zakrzewski, Robert Gontarz, Zuzanna Zapotoczna                        |
| XIX                                          | 1 czerwca 2013   | Lokalny ekorozwój | Opublikowanie w Internecie relacji z wykonania zadania: – Jak było do tej pory? – ocena działań. – Transport – jak się poruszasz? – Przestrzeń wokół nas – Zakupy | Anna Przybylska, Sandra Stadnik, Artur Bębeńca                               |
| XX                                           | 1 czerwca 2014   | Wybory parlamentarne | Opublikowanie na platformie SDiM relacji z przeprowadzenia debaty na jeden z poniższych tematów: 1. Młodzi aktywni? Co zrobić, żeby młodzież brała udział w wyborach i życiu społecznym? 2. Jak wykorzystywać możliwości, które daje nam członkostwo w Unii Europejskiej? 3. Nie tylko wybory – jak młodzi mogą wpływać na rzeczywistość i aktywnie uczestniczyć w demokracji? | Justyna Opoka, Mateusz Wojcieszak, Marta Wójtych                             |
| XXI                                          | 1 czerwca 2015   | Miejsca młodych – Jakiej przestrzeni publicznej potrzebuje młodzież | Przeprowadzenie badania wybranego miejsca w swojej przestrzeni lokalnej oraz zaproponowanie zmiany i działania wynikające z uzyskanych wyników | Michał Skręta, Michał Nehring, Damian Nowicki                                |
| XXII                                         | 1 czerwca 2016   | Miejsca Pamięci - materialne świadectwo wydarzeń szczególnych dla lokalnej i narodowej społeczności                                                                            | 1. Jak dbać o miejsca pamięci, jak je oznaczać i jak zachęcać do poznawania historii lokalnej i tworzenia nowych miejsc pamięci? 2. Jak upowszechniać wiedzę o miejscach pamięci? | Kacper Szymczak, Jakub Żebrowski, Igor Żarnowski                             |
| XXIII                                        | 1 czerwca 2017   | Przestrzeń publiczna jako miejsce wolne od symboli propagujących systemy totalitarne. Lokalni bohaterowie w przestrzeni publicznej                                             | Wykonanie projektu polegającego na odnalezieniu w ich najbliższym otoczeniu miejsca, którego nazwa powinna zostać zmieniona zgodnie z przepisami ustawy o zakazie propagowania komunizmu lub innego ustroju totalitarnego przez nazwy budowli, obiektów i urządzeń użyteczności publicznej (Dz.U.2016 poz. 744), oraz zaproponowanie nowej nazwy dla tego miejsca | Małgorzata Kuśmierczyk, Mikołaj Wolanin, Mateusz Wróblewski                  |
| XXIV                                         | 27 września 2018 | Posłowie pierwszego Sejmu Niepodległej | Napisanie pracy nt. sylwetki wybranego posła, bądź posłanki Sejmu Rzeczypospolitej I kadencji wraz z przedstawieniem autorskiego planu kampanii wyborczej tegoż deputowanego, bądź deputowanej | Mieszko Czapliński, Konrad Wojtowicz, Karol Zając                            |
| XXV                                          | 1 czerwca 2019   | Posłowie Sejmu II RP. Ich losy i działalność w okresie II wojny światowej i okupacji                                                                                           | Upamiętnienie losów i działalności posła, sprawującego mandat w latach 1918-1939, który podczas II wojny światowej działał dla dobra ojczyzny. | Aleksandra Bida, Piotr Polakowski, Michał Warzecha                           |
| XXVI                                         | 1 czerwca 2020   | W jaki sposób przełomowe wydarzenia w historii Polski: Bitwa Warszawska 1920 r., Zbrodnia Katyńska, Sierpień 1980 r., wpłynęły na dzieje mojej miejscowości i jej mieszkańców. | Przygotowanie i przeprowadzenie projektu, którego efektem będzie każda forma, w której zostanie pokazane, w jaki sposób wydarzenia z polskiej historii (Bitwa Warszawska, Zbrodnia Katyńska, powstanie Niezależnych Samorządnych Związków Zawodowych „Solidarność”) miały wpływ na losy pobliskiej okolicy i jej mieszkańców. | Sesja odwołana w związku z rozprzestrzenaniem koronawirusa w Polsce.         |